# Evgeniya Rodina
Evgeniya Sergeyevna Rodina (Russo: Евгения Сергеевна Родина Moscou, 4 de Fevereiro de 1989) é uma tenista profissional russa, profissionalizada desde 2004, a russa, conseguiu em 2008 furar a barreira do top 100 da WTA, e chegou ao N. 40 de simples, em duplas Rodina já esteve em 99°.

## Grand Slam girls' Duplas finais (1; 1–0)
| Posição | Ano  | Torneio             | Piso | Parceira        | Oponentes                     | Placar        |
| Campeã  | 2007 | Aberto da Austrália | Duro | Arina Rodionova | Julia Cohen Urszula Radwańska | 2–6, 6–3, 6–1 |

## Ligações Externas
- Perfil na WTA